# Bezirk Leżaysk
Bezirk Leżaysk – dawny powiat (Bezirk) kraju koronnego Królestwo Galicji i Lodomerii, funkcjonujący w latach 1854–1867. Siedzibą starostwa było miasto Leżaysk (Leżajsk).

## Historia
Bezirk Leżaysk utworzono w ramach reformy uwłaszczeniowej z okresu Wiosny Ludów (1848–1849), która likwidowała jurysdykcję właściciela ziemskiego nad poddanymi. W Galicji, dominium – jako podstawowa jednostka administracyjna i filar systemu feudalnego straciło rację bytu. Konieczne stało się zatem wprowadzenie nowego systemu administracyjnego, którego zręby powstały w latach 1851–1855. Nowy trójstopniowy podział administracyjny objął 21 cyrkułów (niem. Kreise), 179 małych powiatów (niem. Bezirke) i ponad 6000 gmin (niem. Gemeinde). 
Bezirk Leżaysk objął obszar o wielkości 7,9 mil², zamieszkany przez 32.349 ludzi i podzielony na 32 gminy katastralne, w tym jedno miasto (Leżaysk) i jedno miasteczko (Grodzisko). Wszedł w skład cyrkułu rzeszowskiego, jako jeden z jego jedenastu powiatów. Na północnym wschodzie graniczył z Imperium Rosyjskim.
Po nadaniu Galicji autonomii oraz powołaniu samorządu gminnego i powiatowego w 1865 zlikwidowano cyrkuły (Kreise). Dotychczasowe małe powiaty (Bezirke) w liczbie 179, utrzymały się do 1867 roku, kiedy to w następstwie kolejnej reformy administracyjnej (23 stycznia 1867) zostały zastąpione przez 74 większych powiatów. Obszar zniesionego Bezirk Leżaysk wszedł wtedy w skład nowych powiatów łańcuckiego i niskiego (vide podział w tabeli poniżej). 1 sierpnia 1878 gminy włączone wstępnie do powiatu niskiego włączono do powiatu łańcuckiego.

## Podział administracyjny (1854)
| Lp. | Gmina jednostkowa                             | Powierzchnia | Ludność | Powiat w 1867 po zniesieniu |
| --- | --------------------------------------------- | ------------ | ------- | --------------------------- |
| 1   | Leżaysk (M) z Podklasztorem i Zaolszanami     | 2632         | 4138    | łańcucki                    |
| 2   | Baranówka                                     | –            | 74      | niski                       |
| 3   | Brzoza Królewska                              | 8890         | 2105    | łańcucki                    |
| 4   | Dembno z Majdanem                             | 4595         | 1623    | łańcucki                    |
| 5   | Dornbach                                      | 840          | 262     | łańcucki                    |
| 6   | Hucisko                                       | 916          | 425     | niski                       |
| 7   | Jastrzębiec                                   | 2405         | 566     | łańcucki                    |
| 8   | Jelna z Judaszówką i Maliniskami Baranowskimi | 4834         | 1026    | niski                       |
| 9   | Kuryłówka                                     | 3325         | 1150    | łańcucki                    |
| 10  | Ożanna                                        | 2530         | 492     | łańcucki                    |
| 11  | Rzuchów                                       | 1085         | 370     | łańcucki                    |
| 12  | Siedlanka                                     | 350          | 275     | łańcucki                    |
| 13  | Stare Miasto z Przychojcem                    | 4206         | 1659    | łańcucki                    |
| 14  | Wierzawice                                    | 3680         | 1260    | łańcucki                    |
| 15  | Wólka Niedźwiecka                             | 775          | 981     | łańcucki                    |
| 16  | Wola Zarczycka, Łonie i Zarzyna               | 7570         | 2426    | niski                       |
| 17  | Königsberg                                    | –            | 236     | niski                       |
| 18  | Biedaczów                                     | 1180         | 505     | łańcucki                    |
| 19  | Brzyska Wola z Wólką Łamaną                   | 5875         | 1553    | łańcucki                    |
| 20  | Giedlarowa                                    | 5100         | 2002    | łańcucki                    |
| 21  | Gillershof                                    | 350          | 149     | łańcucki                    |
| 22  | Łukowa                                        | 405          | 328     | niski                       |
| 23  | Ruda i Janda                                  | 3073         | 426     | niski                       |
| 24  | Sarzyna                                       | 3712         | 1542    | niski                       |
| 25  | Grodzisko Górne                               | 7228         | 1795    | łańcucki                    |
| 26  | Grodzisko Dolne                               | 7228         | 2279    | łańcucki                    |
| 27  | Grodzisko (m)                                 | 7228         | 419     | łańcucki                    |
| 28  | Laszczyny                                     | 583          | 351     | łańcucki                    |
| 29  | Chodaczów                                     | 531          | 306     | łańcucki                    |
| 30  | Wulka Grodziska                               | 1455         | 950     | łańcucki                    |
| 31  | Opalenisko                                    | 1455         | 308     | łańcucki                    |
| 32  | Gwizdów                                       | 1210         | 368     | łańcucki                    |

Objaśnienie:
(M) = miasto; (m) = miasteczko